# Айдар
Айдар на арабски: ﺣﺎﻴﺩﺎﺭ, ﺋﺎﻴﺩﺎﺭ (VIII век-865) от прабългарския владетелски род Дуло е владетел (елтебер) на Волжка България през IX век. Името му не се споменава в спорните летописи Джагфар тарихъ.
Айдар хан се счита от историците в съвременен Татарстан за четвъртия владетел на Волжка България, син и наследник на Туки. Неговото име е арабско, което се счита като индикатор, че по време на управлението на неговото управление ислямът трупа престиж и започва да се разпространява в района на Волжка България. Съвременната историография приема, че владетелите на Волжка България под хазарски васалитет са носили титлата елтебер.
След смъртта на Айдар през 865 г. го наследява Шилки.